# Helena de Távora
Helena de Távora (14 de fevereiro de 1634, Lisboa - 6 de agosto de 1720, Lisboa) é uma poetisa portuguesa dos séculos XVII e VIII. 

## Biografia
Filha de Luís Francisco de Oliveira e Miranda, Morgado de Oliveira e Patameira, e de Luíza de Távora, Helena nasce em Santa Catarina - local onde passará grande parte da sua vida. 
Casa-se a 29 de março de 1656, com Rui Lourenço de Távora, Senhor do Morgado da Torre da Caparica, em Santa Catarina. Deste casamento não resulta descendência. 
A 18 de junho de 1663, Helena volta a casar em Santa Catarina, com Henrique de Carvalho de Sousa Patalim, Senhor da Azambujeira. Henrique é provedor das obras do Paço. Com Henrique, Helena tem 3 filhos:
- Gonçalo José de Carvalho Patalim de Sousa, n. 1665;
- Luísa Francisca de Távora;
- Madalena Glória de Távora.

Depois da morte de Henrique, Helena dedica-se aos filhos. Por fim, retirou-se para o Convento de Nossa Senhora da Conceição, pertencente à Ordem de Santa Brígida, em Marvila. As várias obras que realiza ao longo da sua estadia levam a que seja sepultada no coro da Igreja.

## Obra
Manuscreve quatro volumes de poesia, intitulados Versos, ao longo da vida. Nunca são publicados.